# Догана (Гросето)
Догана (итал. Dogana) је насеље у Италији у округу Гросето, региону Тоскана.
Према процени из 2011. у насељу је живело 38 становника. Насеље се налази на надморској висини од 198 м.